# Ingeborg Oderwald
Ingeborg Hulda Oderwald (Ulrum, 19 juni 1932) is een Nederlands etser, tekenaar en kunstschilder.

## Biografie
Oderwald kreeg privéles van Henk Broer, tekenaar in Amsterdam, volgde lessen aan de avondopleiding van de Rietveldacademie en volgde diverse cursussen, onder andere aan het Amsterdams Grafisch Atelier. Bij de lustrumfeesten van de ASVA, in 1955 bij Oude Manhuispoort UvA, won ze de eerste prijs voor Beeldende Kunst.  Haar eerste solo-expositie had ze in 1967 in Den Haag. In 1977 won ze met haar roman Nellie de eerste prijs voor Literatuur bij een jubileumprijsvraag van de Vereniging van Vrouwen met een Academische Opleiding.  Aan deze prijs was een geldbedrag van 1.000 gulden verbonden. Het boek werd in 1979 uitgegeven door de feministische uitgeverij Sara in Amsterdam. Ze is lid van De Onafhankelijken, de Nederlandse Kring van Tekenaars en het Kunstcentrum Bergen.
Werk van Ingeborg Oderwald is opgenomen in de collecties van het Rijksmuseum Amsterdam en het Stadsarchief Amsterdam, verder in collecties van diverse provincies en gemeenten. Oderwald heeft haar atelier in Amstelveen, waar ze onder meer bestuurslid was van de kunstuitleen. Vanaf 1967 werd het werk van Oderwald regelmatig geëxposeerd in diverse centra verspreid over Nederland.